# Coarraze
Coarraze település Franciaországban, Pyrénées-Atlantiques megyében. Lakosainak száma 2170 fő (2022. január 1.). Coarraze Bénéjacq, Igon, Mirepeix, Montaut, Nay és Saint-Vincent községekkel határos.

## Népesség
A település népességének változása:
| Lakosok száma | 2143 | 2161 | 2299 | 2176 | 2165 | 2170 | 2168 | 2163 | 2170 |
|               | 2013 | 2015 | 2016 | 2017 | 2018 | 2019 | 2020 | 2021 | 2022 |